# Placogorgia dendritica
Placogorgia dendritica is een zachte koraalsoort uit de familie Plexauridae. De koraalsoort komt uit het geslacht Placogorgia. Placogorgia dendritica werd in 1910 voor het eerst wetenschappelijk beschreven door Nutting. 